# Lego DC Super-Villains
Lego DC Super-Villains es un videojuego de acción-aventura con temática sobre Lego desarrollado por Traveller's Tales, que sirve de spin-off para la trilogía Lego Batman y la cuarta entrega de la franquicia Lego DC. A diferencia de la trilogía "Lego Batman", este es el primer videojuego de Lego que se centra enteramente en los villanos del Universo DC, similar a los niveles de villanos que aparecen en Lego Batman: El Videojuego. El juego fue lanzado por Warner Bros. Interactive Entertainment en octubre de 2018 tras haber sido anunciado en el E3 2018. Su port para macOS llegaría un poco más tarde, el 30 de julio de 2019, de la mando de la compañía inglesa Feral Interactive.

## Jugabilidad
A diferencia de sus predecesores, los jugadores pueden crear un personaje personalizado que se integrará en la historia. A medida que los jugadores avanzan en el juego, se irán desbloqueando nuevas opciones de personalización y habilidades para que los jugadores puedan utilizarlas. El juego también cuenta con un modo para dos jugadores en modo multijugador cooperativo.

## Premisa
La Liga de la Justicia ha desaparecido, dejando la protección de la Tierra bajo el cuidado de un nuevo equipo de superhéroes de un universo paralelo llamado "Sindicato de Justicia". Bajo el liderazgo del archienemigo de Batman, el Joker, y la ayuda de un criminal con una vasta gama de poderes, bajo la tutela de Lex Luthor, la Liga de la Injusticia decide subir la apuesta con sus nuevos enemigos. Pero cuando descubren que los nuevos héroes de la Tierra no son quienes dicen ser, la Liga debe descubrir y frustrar sus planes para salvar la Tierra.

## Trama
Tras la captura de un individuo superpoderoso (apodado "El novato"),  Comisionado Gordon supervisa su traslado a Isla de Stryker en  Metropolis . Como el Novato posee una habilidad nunca antes vista para absorber energía para obtener nuevos superpoderes, Gordon ofrece al encarcelado Lex Luthor una sentencia de prisión reducida a cambio de monitorearlos y evaluar su potencial amenaza. Antes de que pueda aceptar el trato, el guardaespaldas de Luthor Mercy Graves llega para sacarlo a él y al Novato de la prisión, y el trío escapa junto con varios otros villanos encarcelados, aunque son perseguidos por la Liga de la Justicia. Mientras tanto, el  Joker y Harley Quinn roban varios artículos de Wayne Tech, con Batman persiguiéndolos. El grupo combinado de villanos es derrotado por la repentina llegada del " sindicato de la justicia", un equipo de superhéroes de un universo paralelo, con solo unos pocos escapando. Antes de partir, Harley es testigo de cómo el Sindicato distorsiona por la fuerza a la Liga de la Justicia.
El Sindicato afirma que la Liga de la Justicia está en una misión fuera del mundo y que son sus reemplazos, con el líder del grupo  Ultraman haciéndose pasar por el reportero Kent Clarkson para proporcionar más información falsa al público. Sospechando del Sindicato, Luthor comienza a unir una fuerza masiva de villanos para exponer la verdad y derrotar al Sindicato para que puedan tomar el control. Lois Lane y Jimmy Olsen también comienzan su propia investigación independiente. Durante su investigación, los villanos descubren que el sindicato de la justicia es en realidad el "sindicato del crimen", un grupo de supervillanos de  Earth-3, y que están buscando algo en la Tierra, usando su superhéroe. personas para acceder fácilmente a información clasificada y ubicaciones. Una vez que se ha reunido un grupo lo suficientemente grande, la Legion of Doom unida lanza un ataque contra el sindicato del crimen encima de LexCorp, pero Luthor traiciona a todos, planeando usar la tecnología del sindicato para deshacerse de ellos. todo para gobernar la Tierra solo. Furioso por la traición de Luthor, el novato intenta detenerlo disparando la máquina con energía, provocando un mal funcionamiento; inadvertidamente traer Apokolips cerca de la Tierra y teletransportar a todos los presentes a ubicaciones aleatorias.
Mientras el Sindicato intenta mantener el orden en la Tierra, el Joker, Harley y el Novato se encuentran en Apokolips y se encuentran con Darkseid, el maestro secreto del Sindicato que les ordenó buscar en la Tierra la última pieza de la ecuación anti-vida. Cuando Darkseid los descubre, los villanos son rescatados por la Liga de la Justicia, que acaba de escapar de su encarcelamiento en Apokolips. Al escapar de las fuerzas de Darkseid, el grupo descubre que el Sindicato ha engañado a la gente de la Tierra haciéndoles creer que la Liga de la Justicia se ha vuelto malvada, lo que llevó a la Liga a formar una alianza incómoda con la Legión del mal para derrotarlos.
Después de reunir más fuerzas, la alianza engaña a  Johnny Quick para que revele los planes del sindicato ante la cámara. Lois transmite las imágenes en todo el mundo, poniendo al público en contra del Sindicato. Al derrotar y enviar al Sindicato de regreso a Tierra-3, la alianza se enfoca en encontrar la última pieza de la Ecuación. Batman pronto descubre que estaba dentro de una Caja Madre que Harley le robó a Wayne Tech, hasta que el Novato lo absorbió inadvertidamente mientras enviaba al sindicato del crimen de regreso a Tierra-3. Al enterarse de que Darkseid está enviando sus fuerzas a la Tierra para rastrearlo, la alianza intenta proteger al Novato, pero son capturados y llevados a Apokolips, lo que obliga a la Liga y la Legión a montar una misión de rescate. Aunque rescatan al novato, Darkseid absorbe la última parte de la ecuación. Sin embargo, resulta ineficaz ya que fue alterado por la fisiología del Novato, que ahora se revela que proviene de la Tierra-3. El Novato luego usa la Ecuación Anti-Vida para derrotar a Darkseid y alterar su psíquico y el de sus fuerzas, haciéndolos amables. Aunque Luthor intenta abandonarlos nuevamente y apoderarse de la Tierra, la alianza logra restaurar Apokolips a su ubicación original y regresar a casa. Luego, el Novato tiene la oportunidad de unirse a la Liga de la Justicia como superhéroe o de continuar trabajando para la legión del mal como supervillano; la elección se deja en manos del jugador.
En una escena poscréditos, el Anti-Monitor llega a Apokolips para encontrar a todos sus ocupantes todavía bajo el efecto de los poderes del Novato, y procede a atacar a Darkseid, habiendo sido disgustado por su amabilidad.

## Audio
El juego tendrá una voz dirigida por Liam O'Brien, donde esto marca el primer juego  Lego  desde  Lego Dimensions  en tener una actuación de voz original utilizada por actores afiliados a la  Screen Actors Guild-American Federation of Television and Radio Artists (SAG-AFTRA) tras la conclusión de la huelga de actores de doblaje de videojuegos de 2016–17. Parsons ha declarado que el juego utiliza un "All-Star"  reparto de voz, donde describe su entusiasmo por el elenco del juego como el mejor en el que ha trabajado en cualquier juego  Lego  que la compañía haya hecho. Como  Lego Batman 3: Beyond Gotham , el elenco está formado por varios actores que repiten papeles de varias propiedades de DC, Las adiciones notables al elenco del juego incluyen a Michael Ironside repitiendo su papel de Darkseid por primera vez desde el final de la serie  Justice League Unlimited , "Destroyer", que se emitió en 2006, Zachary Levi retomando su papel como  el personaje principal  de la película ¡Shazam! para coincidir con el lanzamiento de los paquetes de contenido descargable "Shazam!", y  Greg Miller dando la voz de Polka-Dot Man.

## Lanzamiento
El juego fue filtrado por Walmart Canada en mayo de 2018. Warner Bros. Interactive Entertainment anunció el título oficialmente el 30 de mayo de 2018.